# Het kan hier zo mooi zijn (album)
Het kan hier zo mooi zijn is de titel van het negende studioalbum van de Nederlandse zanger Guus Meeuwis, dat verscheen op 10 mei 2013. De gelijknamige single van het album verscheen op 22 maart 2013 en werd een bescheiden hitje, met als hoogste notering nummer 26 in de Top 40. Op het album staat ook het nummer Vrienden, dat Meeuwis in de aanloop naar zijn concertreeks Groots uit 2012 gratis aanbood op zijn website als cadeautje voor zijn fans. Hoewel het geen officiële single is, bereikte het nummer toch de zesde plaats in de Tipparade.
Op de dag dat het album verscheen, ontving Meeuwis een gouden plaat voor 25.000 verkochte exemplaren.

## Tracklist
1. "Het kan hier zo mooi zijn" (G. Meeuwis, J. Rozenboom, JW Roy) – 4:18
2. "Nieuwe CD" (J. Poels, G. Meeuwis, J. Rozenboom, JW Roy) – 3:28
3. "Zo voelt het dus" (G. Meeuwis, J. Rozenboom, JW Roy) – 3:11
4. "Vrienden" (G. Meeuwis, J. Rozenboom, JW Roy) – 3:51
5. "Lieve" (G. Meeuwis, J. Rozenboom, JW Roy) – 3:11
6. "Waar je ook bent" (P. Winnen, G. Meeuwis, J. Rozenboom, JW Roy) – 3:04
7. "Loop met me mee" (G. Meeuwis, J. Rozenboom, JW Roy) – 3:22
8. "Dag als vandaag" (J. Poels, G. Meeuwis, J. Rozenboom, JW Roy) – 3:44
9. "Doe de gordijnen dicht" (G. Meeuwis, J. Rozenboom, JW Roy) - 3:54
10. "Over waait" (G. Meeuwis, J. Rozenboom, JW Roy) – 3:05
11. "Een leven lang" (T. Tritt, S, Harris, G. Meeuwis) – 4:35
12. "Nooit meer hetzelfde" (G. Meeuwis, J. Rozenboom, JW Roy) - 3:45
13. "Zeeën van tijd" (G. Meeuwis, J. Rozenboom, JW Roy) – 3:09

## Tracklist CD 2 (Limited Edition)
1. "Het kan hier zo mooi zijn (De demo)" – 3:52
2. "Het kan hier zo mooi zijn (De keukentafel opname)" – 4:12
3. "Het kan hier zo mooi zijn (Live @ Tivoli)" – 4:20
4. "Dag als vandaag (De demo)" – 3:36
5. "Dag als vandaag (De keukentafel opname)" – 3:35
6. "Dag als vandaag (Live @ Tivoli)" – 3:38
7. "Mia (Lieve) (De demo)" – 3:14
8. "Eva (Lieve) (De keukentafel opname)" – 3:27
9. "Lieve (Live @ Tivoli)" – 3:04